# Марк Бебий Тамфил
Марк Бебий Тамфил (на латински: Marcus Baebius Tamphilus) e политик на Римската република през 2 век пр.н.е.
Той произлиза от плебейския род Бебии, чийто клон Бебии Тамфили става патрицийански през 180 пр.н.е. и двама братя стават един след друг консули. Той е син на Квинт Бебий Тамфил (претор 218 пр.н.е.) и брат на Гней Бебий Тамфил (консул 182 пр.н.е.).
През 194 пр.н.е. Тамфил става вероятно народен трибун и участва в основаването на колонията Сипонтум. 192 пр.н.е. е претор и служи в Близка Испания и Брутиум. В началото на Римско-сирийската война през 191 пр.н.е. e пропретор и ръководи освобождението на заетата от селевкидската войска Тесалия. През 185/184 пр.н.е. Бебий е пратеник до македонския цар Филип V и до Евмен II от Пергамон. През 181 пр.н.е. Тамфил е избран за консул заедно с Публий Корнелий Цетег и действа в Лигурия, където остава и следващата година като проконсул и преселва народа на Лигури Апуани в Самниум, който наричат на него Ligures Baebiani.